# Iaryna Tchornohouz
Iaryna Iaroslavivna Tchornohouz (en ukrainien : Ярина Ярославівна Чорногуз), née le 18 mai 1995 à Kiev (Ukraine), est une poétesse ukrainienne, médecin militaire et caporal-chef des Forces armées de l'Ukraine. Elle est lauréate du Prix Taras-Chevtchenko 2024.

## Biographie

### Enfance et formation
Iaryna Tchornohouz est née le 18 mai 1995 à Kiev. Elle est la petite-fille du poète ukrainien Oleg Tchornohouz (uk).
Dans les années 2010, elle est une militante du mouvement civique Vidsich,. Elle est diplômée de la faculté des sciences humaines de l'Université nationale Académie Mohyla de Kiev où elle étudie la philologie et la littérature. Pendant son master, elle travaille dans une maison d'édition en tant que traductrice, notamment pour traduire des livres de l'anglais vers l'ukrainien. Elle obtient son master en 2019.

### Volontaire dans l'armée
Iaryna rejoint l'armée ukrainienne en 2019 comme infirmière au sein du Bataillon médical des Hospitaliers, pendant la guerre du Donbass. Le 22 janvier 2020, son compagnon Mykola Sorochuk est tué au combat alors qu'il se trouve dans la région de Talakivka pendant la guerre,. Après la mort de son compagnon, elle s'engage comme soldat sous contrat dans les forces armées ukrainiennes, servant dans le 140e bataillon de reconnaissance maritime,.
Plus tard cette année-là, le président ukrainien Volodymyr Zelensky accepte d'autoriser des représentants des régions séparatistes de Louhansk et de Donetsk à rejoindre un nouveau conseil qui donnerait des propositions pour la paix dans le Donbass, une décision considérée par certains Ukrainiens comme donnant une légitimité à l'agression russe. Le 13 mars 2020, Tchornohouz commence une protestation en solo contre cette décision en campant devant la maison de l'administration présidentielle à Kiev. À l'époque, en raison de la propagation du COVID-19, les manifestations publiques sont illégales en Ukraine. Malgré cela, en quelques jours, 500 personnes rejoignent sa manifestation,.

### Influence
En 2020, son livre Як вигинається воєнне коло (traduction : Comment le cercle de guerre se plie) est publié. Il contient un recueil de poèmes en vers libres sur la guerre des tranchées, écrits pendant qu'elle servait sur les lignes de front dans l'armée ukrainienne. Son recueil a été publié par la maison d'édition Folio.
En mai 2021, elle obtient le béret vert des soldats du corps des Marines avec son 503e Bataillon,. En 2021, elle figure sur la liste des 100 femmes ukrainiennes les plus influentes selon le magazine Focus.

### Retour au front
Tchornohouz sert dans le Donbass à proximité de Severodonetsk lorsque la Russie lance l'invasion de l'Ukraine en 2022, et elle continue de servir pendant la guerre, combattant à Popasna, Marioupol et Bakhmout. Plus tard cette année-là, Tchornohouz et trois autres soldates ukrainiennes se sont rendues aux États-Unis pour parler aux membres du Congrès et demander plus de véhicules et d'équipements militaires pour l'Ukraine,.

### Vie privée
Elle a une fille de son premier mariage prénommée Orysia. Son second mari combat au front dans le même bataillon qu'elle.

## Prix
- Médaille Pour-une-Vie-Sauvée (19 mai 2022)[19]
- Lauréate du IVe prix du concours littéraire de la maison d'édition Smoloskip (2020) pour la collection "Comment le cercle militaire plie"[20]
- Prix Taras-Chevtchenko 2024